# Udaipuri Mahal
Udaipuri Mahal (... – Gwalior, luglio 1707) è stata una ballerina georgiana, che fu prima concubina del principe Moghul Dara Shikoh e poi favorita di suo fratello, l'imperatore Aurangzeb.

## Biografia
Udaipuri Mahal era una schiava di origini cristiane georgiane (ma a volte indicata come armena o circassa), impiegata a Udaipur come danzatrice. Descritta come bellissima e dai lunghi capelli rossi, anche se dipendente dall'alcool, a un certo punto fu notata dal principe Moghul Dara Shikoh, figlio dell'imperatore Shah Jahan, che la comprò per il suo harem. Lì, secondo le convenzioni, che impedivano che i nomi delle concubine venissero scritti o pronunciati, le venne assegnato un epiteto che richiamava il suo luogo d'origine: Udaipuri Mahal significa "Palazzo di Udaipur". 
Nel 1659, Dara Shikoh venne sconfitto e ucciso da suo fratello minore Aurangzeb, che divenne imperatore. Udaipuri Mahal faceva parte del bottino di guerra e Aurangzeb, affascinato da lei, la prese come sua favorita, concedendole un'influenza tale da rendere le sue legittime mogli gelose. Udaipuri provava un sentimento profondo per Aurangzeb e i due ebbero un figlio, che lei protesse dal padre con la sua influenza quando i loro rapporti divennero teso. Udaipuri Mahal fu fra le donne che seguirono Aurangzeb nelle sue campagne contro il Rana di Chittor e il Raja di Marwar (1678) e nell'Aurangabad (1686). 
Nel 1707, Aurangzeb scrisse al figlio di Udaipuri Mahal, dicendogli che la donna era accanto a lui al suo capezzale e che, se lui fosse morto, lei aveva espresso il desiderio di seguirlo. Aurangzeb morì agli inizi di marzo e Udaipuri Mahal lo seguì quattro mesi dopo, morendo a Gwalior nel luglio 1707. Bahadur Shah I, uno degli altri figli di Aurangzeb, la fece seppellire, come suo desiderio, nel santuario di Qutb-al Aqtab a Delhi.  

## Discendenza
Da Aurangzeb, ebbe un figlio:
- Muhammad Kam Bakhsh (7 marzo 1667 – 14 gennaio 1709). Figlio più giovane di Aurangzeb, combatte per il trono contro il suo fratellastro Bahadur Shah I, ma venne da lui sconfitto.